# Kim Nam-joon
Kim Nam-joon (hangul: 김남준; n. 12 septembrie 1994, Dongjak District⁠(d), Seul, Coreea de Sud), cunoscut profesional ca RM, este un rapper, compozitor și producător sud-coreean. El este liderul formației sud-coreene BTS, în care a debutat în 2013.

## Nume
RM și-a ales numele de scenă "Rap Monster" în timpul perioadei de pregătire ca idol k-pop. Numele apare într-un cântec pe care l-a scris, având ca inspirație versurile piesei "Rap Genius" de San E, unde San E se autoproclamă un "monstru al rapului" pentru că "face rap non-stop". RM a declarat că are sentimente contradictorii față de acest nume, simțind că nu are o "valoare incredibilă" pentru el.
În noiembrie 2017, și-a schimbat oficial numele de scenă în "RM", convins că "Rap Monster" nu îl mai reprezenta pe plan personal și artistic. Într-un interviu cu Entertainment Tonight în 2019, RM a spus că numele "ar putea simboliza mai multe lucruri", inclusiv "Real Me" (ro: "adevăratul eu").

## Discografie
Mixtape-uri
- RM (2015)
- Mono (2018)

Albume de studio
- Indigo (2022)
- Right Place, Wrong Person (2024)

## Premii și nominalizări
| Ceremonia de premiere     | Anul | Categoria                              | Persoana/lucrarea nominalizată    | Rezultat     | Ref.  |
| ------------------------- | ---- | -------------------------------------- | --------------------------------- | ------------ | ----- |
| Premiile Fact Music       | 2023 | Best Music (Iarnă)                     | "Wildflower"                      | Nominalizare | [ 4 ] |
| Premiile Fact Music       | 2023 | Premiul Fan N Star Choice – Individual | RM                                | Nominalizare | [ 5 ] |
| Premiile Grammy           | 2023 | Albumul Anului                         | Music of the Spheres (ca textier) | Nominalizare | [ 6 ] |
| Premiile Coreene Hip-hop  | 2023 | Colaborarea Anului                     | "Sexy Nukim" (cu Balming Tiger)   | Câștigat     | [ 7 ] |
| Premiile Coreene Hip-hop  | 2023 | Videoclipul Anului                     | "Sexy Nukim" (cu Balming Tiger)   | Câștigat     | [ 7 ] |
| Premiile Patronii Artelor | 2020 | Patronul Artistic al Anului            | Kim Namjoon                       | Câștigat     | [ 8 ] |
| Premiile Muzicale Seul    | 2023 | Premiul Publicului – Aprilie           | RM                                | Nominalizare | [ 9 ] |